# ACIS (software)
ACIS è un software del genere dei kernel per la modellazione geometrica. ACIS è usato da molti sviluppatori del software in parecchie industrie per il Computer-Aided Design, cioè come strumento per la Progettazione Assistita da Calcolatore (l'acronimo inglese CAD), Computer-Aided Manufacturing, cioè Fabbricazione Assistita da Calcolatore (l'acronimo inglese CAM), e CAE (dall'inglese Computer-Aided Engineering), cioè "Ingegneria assistita dal computer".
ACIS si è sviluppato interamente in C++, con un'architettura di OOP che fornisce un'architettura molto robusta per la modellazione 3D.
Il formato file è .sat.

## Sistemi Operativi
| Plataforma | Sistema Operativo                   | Compilatore                                                        | 32-bit | 64-bit |
| ---------- | ----------------------------------- | ------------------------------------------------------------------ | ------ | ------ |
| Microsoft  | Windows XP Professional SP2         | Visual C++ .NET 2005                                               | X      |        |
| Microsoft  | Windows 2000 SP4                    | Visual C++ .NET 2003                                               | X      |        |
| Microsoft  | Windows Server 2003                 | Visual C++ 6.0 SP5                                                 | X      |        |
| Microsoft  | Windows XP Professional x64 Edition | Platform SDK for Windows Server February 2003 Version 13.10.2240.8 |        | X      |
| Red Hat    | Enterprise Linux, Version 3         | GNU C++ gcc 3.2.3                                                  | X      | X      |
| Apple      | OS X 10.4 (Native BSD)              | GNU C++ gcc 4.0 and XCode 2.3                                      | X      |        |
| IBM        | AIX Version 5.1                     | VisualAge C++ Version 6.0                                          | X      | X      |
| HP         | HP-UX 11.0                          | HP aC++ Version A.03.52                                            | X      | X      |
| Sun        | Solaris 8&9                         | Sun ONE Studio 8                                                   | X      | X      |